# Красновский сельсовет (Оренбургская область)
Красновский сельсовет — сельское поселение в Первомайском районе Оренбургской области Российской Федерации.
Административный центр — село Красное.

## История
9 марта 2005 года в соответствии с законом Оренбургской области № 1907/315-III-ОЗ образовано сельское поселение Красновский сельсовет, установлены границы муниципального образования.

## Население
| 2010  | 2012  | 2013  | 2014  | 2015  | 2016  | 2017  |
| ----- | ----- | ----- | ----- | ----- | ----- | ----- |
| 1322  | ↘1275 | ↘1201 | ↘1144 | ↘1096 | ↘1077 | ↘1070 |
| 2018  | 2019  | 2020  | 2021  |       |       |       |
| ↘1055 | ↘1026 | ↘998  | ↘967  |       |       |       |

## Состав сельского поселения
| № | Населённый пункт | Тип населённого пункта       | Население |
| - | ---------------- | ---------------------------- | --------- |
| 1 | Каменное         | село                         | 307       |
| 2 | Красное          | село, административный центр | 724       |
| 3 | Таловое          | село                         | 81        |
| 4 | Тёплое           | село                         | 196       |
| 5 | Яганово          | посёлок                      | 14        |